# Arcane Codex Arena
Arcane Codex Arena (kurz: AC ARENA oder Arena) ist ein auf dem Hintergrund des Dark-Fantasy-Pen-&-Paper-Rollenspiels Arcane Codex aufbauendes Tabletop-System des Nackter-Stahl-Verlags. Es wurde von Saskia Naescher und Alexander Junk geschrieben und 2005 veröffentlicht. Bei Arcane Codex Arena treten zwei bis zehn Spieler mit einer oder mehreren Figuren („Champions“) in einer Arena gegeneinander an.
Durch die verhältnismäßig wenigen Miniaturen und die jedem Blister beiliegenden Regeln fällt der Einstieg meist billiger als bei Konkurrenzprodukten aus. Die Regeln erlauben verschiedene taktische Vorgehensweisen, wie sie aus anderen Skirmish-Systemen (z. B. Confrontation oder Dark Ages) bekannt sind.

## Hintergrund
Die Champions in Arcane Codex Arena stammen aus verschiedenen Ländern der Fantasy-Welt Kreijor, die für Arcane Codex geschaffen wurde. Auch ihre Kampf- und Magieschulen basieren auf der Rollenspielvorlage.

## Regelsystem
Wie die Armeen bei einem Tabletop oder Skirmish sind die Champions aller Spieler gleich stark, da alles, was man ihnen verleihen kann, Punkte kostet. Im Gegensatz zum Rollenspiel müssen sich die Spieler vor dem Spiel auf die Höhe der zu vergebenden Punkte einigen, die sie zur Ausgestaltung ihrer Champions nutzen können. Die vereinbarten Punkte können für einen Champion verwendet oder auf mehrere Champions aufgeteilt werden. Jede Figur kann als einfacher „Recke“, „Held“, „Heroe“ oder gar als „Meister“ aufgestellt werden und kostet dementsprechend viele Punkte (in der Regel 15, 25, 35 oder 50).
Jeder Figur liegt außerdem eine Karte mit Spielwerten bei, mit deren Hilfe man ähnlich dem Pen-&-Paper-Rollenspiel Arcane Codex seinen „Champion“ individualisieren kann. So können für jeden Champion verschiedene Kampfschul-Techniken oder Zauber, basierend auf den Kampf- und Magieschulen des Rollenspiels, ausgewählt werden. Darüber hinaus kann jede Figur auch ein Artefakt wählen und/oder auf Kosten einer Schwäche zusätzliche Punkte erlangen.

### Proben
Der Spieler des Champions würfelt mit einem zehnseitigen Würfel (W10). Zum Ergebnis eines Wurfes wird der Wert der verwendeten Eigenschaft (z. B. NK beim Nahkampfangriff) addiert. Zeigt der Würfel die 1 oder 10, wird noch einmal gewürfelt. Bei einer 1 wird das neue Ergebnis abgezogen, bei einer 10 hinzu addiert. Sollte der zweite Wurf eine 1 oder 10 anzeigen, wird kein drittes Mal gewürfelt.
Das Ergebnis der Würfelprobe wird mit dem Mindestwert verglichen, üblicherweise einem Widerstandswert des Gegners. Wird der Mindestwert erreicht, war der Champion erfolgreich.

### Figurenwerte
Jeder Champion besitzt drei Widerstandswerte (WW): den Verteidigungswert (VW), den geistigen Widerstand (GW) und die Schockresistenz (SR). Richtet sich eine Aktion gegen einen Gegner, so besteht der Mindestwert (MW) für die Probe in einem dieser drei WW des Gegners.

## Kampagne
Die Spieloption Kampagne ermöglicht es den Spielern, eine zusammenhängende Serie von Spielen zu veranstalten. Dabei erhalten die überlebenden Champions, wie in einem Pen-&-Paper-Rollenspiel üblich, Erfahrungspunkte (EP) und Ruhm. Die gewinnende Partei kann – sofern dies festgelegt wurde – auch die „Beute“ (z. B. Artefakte der besiegten Gegner) der letzten Runde(n) im kommenden Spiel verwenden. Für die angesammelten EP können neue Techniken, Zauber und/oder Artefakte erworben werden.
Pro fünf EP erhält ein Champion einen Ruhmrang. Sollte der Champion sterben, würfelt der Spieler mit einem zehnseitigen Würfel (also 1w10). Wenn das Ergebnis gleich oder kleiner als der Ruhmrang ist, überlebt der Champion mit einem Lebenspunkt, verliert aber seinen kompletten Ruhm.

### Spielvarianten
Neben der Möglichkeit, eine Kampagne zu spielen, werden im Regelwerk verschiedene Spielvarianten vorgeschlagen: Angekettet, Artefaktjagd, Blutaltar, Geiselnahme, Königsmord, Söldner, Standartenträger und Trophäenjagd.

## Erschienene Produkte
- Circus-Sanguinis-Spielfeld[2]

### Miniaturen
Die 2006 erschienen Miniaturen wurden von Henning Forster, die meisten nach den Bildern der Archetypen von Arcane Codex, modelliert. Hinter dem Namen des jeweiligen Champions steht die der Rollenspielvorlage entsprechende Kampf- oder Magieschule.
Die Vargother
- Wydredd – Der Augenfresser (Schattenhandassassine)
- Stahlfürst Haldrad von Dorgond – Der Blutgreif (Stahlfaustritter)
- Alfried von Adlerhorst – Der Sonnenfalke (Lichtbringer)
- Jatwa – Die Rote Hexe (Hexe)

Die Orks
- Talak Silberhaar – Der Graue Wolf (Schamane)
- Ranga „Siegreich“ von den Sturmheulern (Sturmreiterin)
- Kobek Khan – Der Schlächter (Berserker)